# Christopher Holmboe
Christopher Andreas Holmboe (født 19. marts 1796 i Vang i Valdres, død 2. april 1882 i Kristiania) var en norsk orientalist og numismatiker, bror til Bernt Michael Holmboe.
Holmboe blev student 1814, cand.theol. 1818. 1821—22 studerede han i Paris, særlig arabisk og persisk under Silvestre de Sacy, og blev 1822 lektor (1825 professor) ved universitetet i Kristiania i østerlandske sprog; 1876 tog han afsked.
Holmboe var en lærd mand, med kundskaber og studier på de fleste områder af østerlandsk og germansk filologi; men han manglede kritik og metode og hans mangfoldige skrifter og afhandlinger mødte modstand straks ved deres fremkomst og var glemte ved hans død. 
Større betydning havde han som møntkender, han var 1830—76 bestyrer af universitetets møntkabinet, hvis ordning skylder ham meget, og af hvis større norske fund han har udgivet beskrivelser, som endnu har værd. Hans mest kendte og tillige i og for sig mest tilfredsstillende værk er Bibelsk Real-Ordbog (1868). 
I 1834 grundlagde han Norske Universitets- og Skole-Annaler, som han udgav i 6 år. Han var medlem af vigtige lovkommissioner vedkommende reformer i det højere undervisningsvæsen. I arbejdet for en ny oversættelse af det Gamle Testamente deltog han uafbrudt 1842—69.